# Hambye
Hambye è un comune francese di 1 213 abitanti situato nel dipartimento della Manica nella regione della Normandia.

## Società

### Evoluzione demografica
Abitanti censiti

## Monumenti e luoghi d'interesse
- Abbazia di Hambye (fondata nel XII secolo)